# 银杏树镇
银杏树镇，是中华人民共和国甘肃省陇南市徽县下辖的一个乡镇级行政单位。
2016年，甘肃省民政厅批复同意撤销银杏树乡，设立银杏树镇。

## 行政区划
银杏树镇下辖以下地区：
李河村、高坪村、银杏村、马庄村、任庄村、庆寿村、中川村、胡台村、硖门村、高墙村、刘河村、宏化村、高山村、马山村、关坡村和罗河村。